# Буховичи (Львовская область)
Буховичи (укр. Буховичі) — село в Мостисской городской общине Яворовского района Львовской области Украины.
Население по переписи 2001 года составляло 797 человек. Занимает площадь 2,057 км². Почтовый индекс — 81362. Телефонный код — 3234.